# Rubigen
Rubigen là một đô thị trong huyện Bern-Mittelland, bang Bern, Thụy Sĩ. Đô thị này có diện tích 6,92 km2, dân số thời điểm tháng 12 năm 2020 là 2892 người.